# Akpo Sodje
Idoro Akpoeyere Ujoma Sodje (Greenwich, Inglaterra, 31 de enero de 1980) es un futbolista inglés de ascendencia nigeriana. Juega de delantero y su actualmente está en el Preston North End, de la Football League One de Inglaterra.

## Clubes
| Club                | País       | Año       |
| ------------------- | ---------- | --------- |
| Stevenage Borough   | Inglaterra | 2001      |
| Margate FC          | Inglaterra | 2001-2002 |
| Ebbsfleet United    | Inglaterra | 2002      |
| Heybridge Swifts    | Inglaterra | 2002-2003 |
| Erith & Belvedere   | Inglaterra | 2003-2004 |
| Huddersfield Town   | Inglaterra | 2004-2005 |
| Darlington FC       | Inglaterra | 2005-2006 |
| Port Vale FC        | Inglaterra | 2006-2007 |
| Sheffield Wednesday | Inglaterra | 2007-2009 |
| Charlton Athletic   | Inglaterra | 2009      |
| Sheffield Wednesday | Inglaterra | 2010      |
| Charlton Athletic   | Inglaterra | 2010-2011 |
| Hibernian FC        | Escocia    | 2011-2012 |
| Tianjin Teda        | China      | 2012      |
| Preston North End   | Inglaterra | 2012-     |